# مونسونو
مونسونو (بالإنجليزية: Monsuno)‏ مسلسل رسوم متحركة أمريكي وياباني عرض لأول مره في 23 فبراير 2012 واستمر عرضه حتى 26 أبريل 2015. تمت دبلجة المسلسل للغة العربية بواسطة مركز الزهرة وعرض على قناة سبيس تون.

## الأصوات

### الجزء الأول
- إيمان بيطار - تشيس
- علي سعد - برين، والد تشيس
- محمد كعكاتي - داكس
- روميو الورشا - بيال
- فرح حوارنة - الراوية
- جمال حمدان - الجدة، مارتشل
- محمد كعكاتي - هارغرف
- روميو الورشا - ميديا
- أسمهان بيطار - كليبس
و
- جيل يوسف - تري، دوم
- ميرنا الحسيني - جون
- أسيمة بيطار - ميديا (غير مدرج)

### الجزء الثاني
- إيمان بيطار - تشيس سونو
- علي سعد - برين
- محمد كعكاتي - داكس
- روميو الورشا
- فرح حوارنة
- روميو الورشا
- جمال حمدان
- روميو الورشا
- محمد كعكاتي
- أسمهان بيطار
- رنا الرفاعي
- نور عباس
- يارا أبو الحسن
و
- ماريا أسود
- ميرنا الحسيني
- جمال حمدان - الراوي (الصوت الثاني) (غير مدرج)

## روابط خارجية
- الموقع الرسمي
- (باليابانية) Official Japanese Site at بانداي
- (باليابانية) TV Tokyo's Monsuno Website
- مونسونو على موقع IMDb (الإنجليزية)
- مونسونو على موقع كينوبويسك (الروسية)
- مونسونو على موقع قاعدة بيانات الفيلم (الإنجليزية)
- مونسونو على موقع ANN anime (الإنجليزية)
- Monsuno في قاعدة بيانات الرسوم المتحركة الكبيرة
- مونسونو (أنمي) في شبكة أخبار الأنمي